# Hyphantria textor
Hyphantria textor là một loài bướm đêm thuộc phân họ Arctiinae, họ Erebidae.